# Corso Leopold

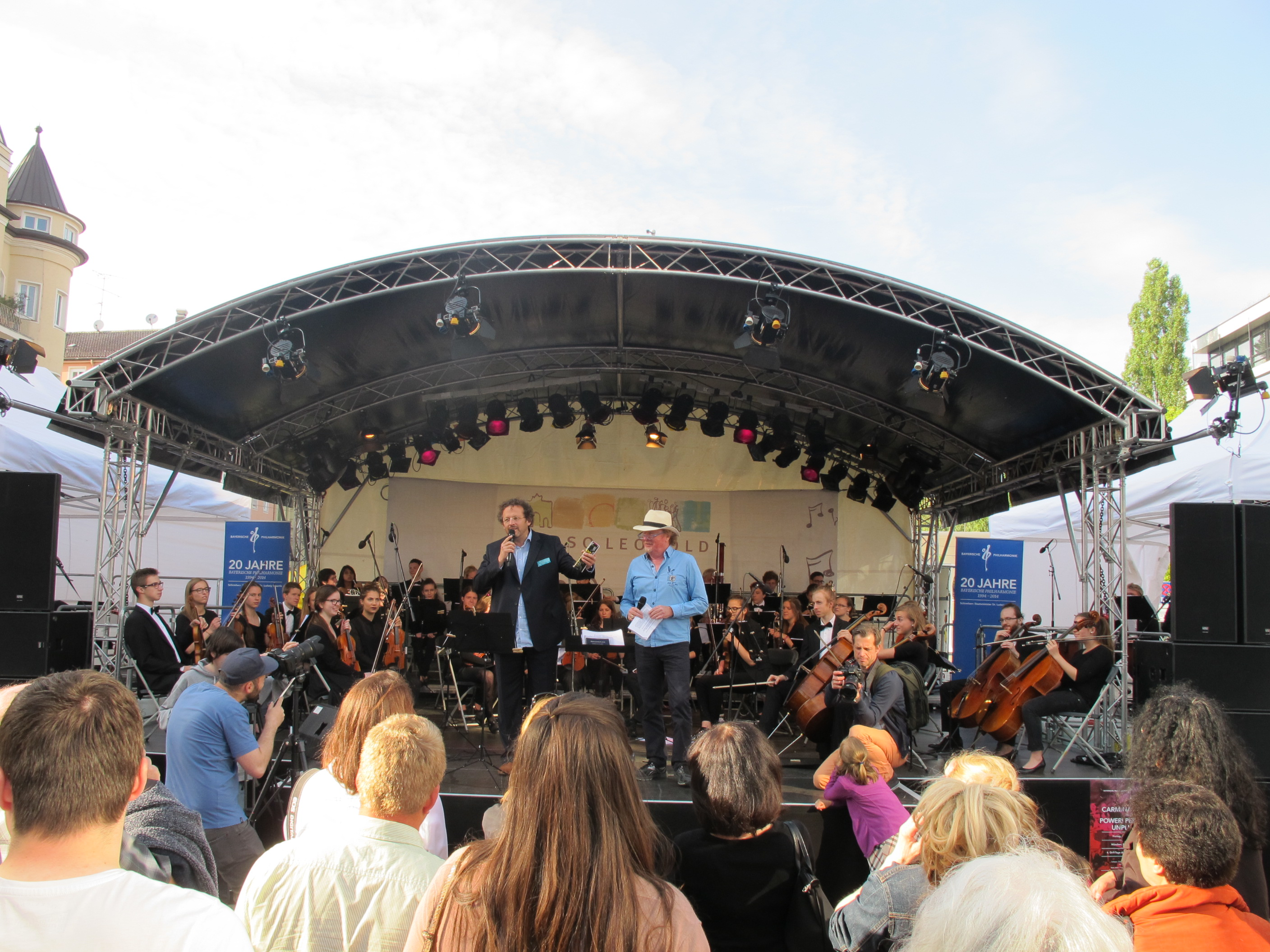
Konzert auf der Hauptbühne, Corso Leopold im Mai 2015

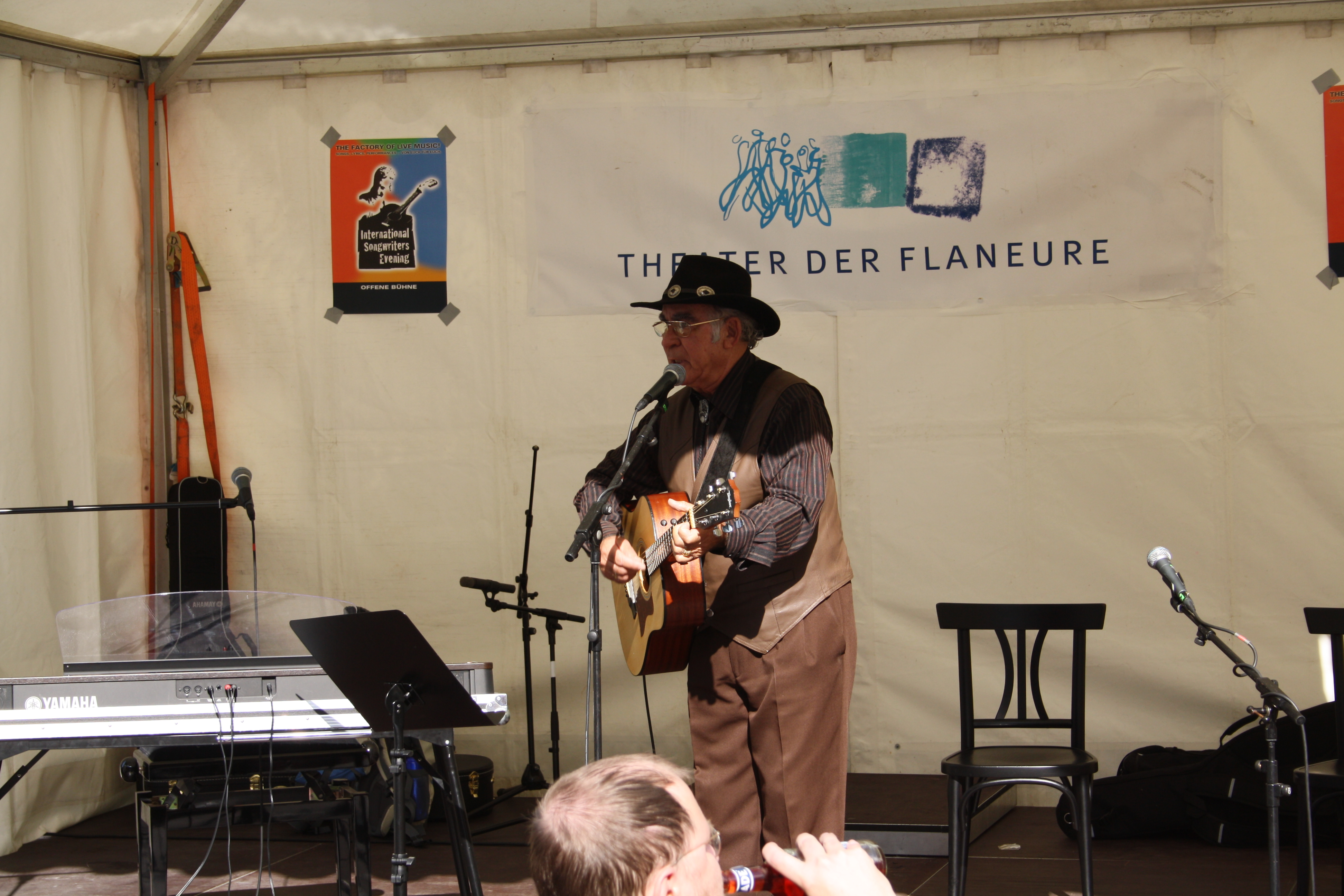
Auftritt im Theater der Flaneure auf dem Corso Leopold im Mai 2010

Der Corso Leopold ist ein Straßenfestival auf der namensgebenden Leopoldstraße in München. Der erste Corso Leopold wurde 1995 ausgerichtet, zwischen 2002 und 2019 fand er zusammen mit dem auf Höhe der Georgenstraße angrenzenden Streetlife Festival zweimal im Jahr an einem Wochenende im Mai und September statt. Die Veranstaltungen ziehen jeweils mehrere 100.000 Besucher an.

## Hintergrund
Die Idee des Corso Leopolds wurde 1994 geboren: Nach dem Endspiel der Fußball-Weltmeisterschaft feierten Fans auf der Leopoldstraße. In der Folge wurde vorgeschlagen, monatlich auf der Leopoldstraße mit dem Corso Leopold eine Flaniermeile zu veranstalten. Die Idee scheiterte jedoch im Schwabinger Bezirksausschuss bei 14 Prostimmen zu 14 Gegenstimmen. Das auf die Umwelt fokussierte und seit dem Jahr 2000 stattfindende Streetlife Festival aber stieß bei der Stadt auf Wohlwollen. Green City, die das Streetlife Festival organisierten, übernahmen nach der Genehmigung des Fests im Jahr 2002 daher zusätzlich den wenige Meter nördlich des Siegestors (an der Georgenstraße) an das Streetlife Festival anschließenden Corso Leopold. Während beim Streetlife Festival besonders die Umwelt und eine nachhaltige Mobilität im Fokus steht, konzentriert sich der Corso Leopold auf Kunst und Kultur.  Nach der Gründung des Corso-Leopold-Vereins im Jahr 2004 wurde diese Organisation Veranstalter des Corso Leopold.
Der Corso Leopold entstand als Kulturveranstaltung für Initiativen aus dem Stadtteil Schwabing. Ursprünglich wollten drei Initiatoren aus der Friedensbewegung die Leopoldstraße für Fußgänger und Flaneure in Anspruch nehmen, nicht nur für den Straßenverkehr und Fußballfans nach großen Siegen. Bis heute stehen Musik, Theater, Literatur, Tanz und Diskussionen im Vordergrund. Bei jedem Festival gibt es eine zentrale Kunstaktion, die von Schwabinger Künstlern mit Hilfe der Veranstalter umgesetzt wird.
Die Zusammenarbeit mit dem aus einer Umwelt-Initiative hervorgegangenen Streetlife-Festival kam zu Stande, weil beide Veranstaltungen die Ludwig- bzw. ihre Fortsetzung Leopoldstraße beanspruchten und die Stadtverwaltung nicht bereit war, diese innerstädtische Verkehrsachse mehrfach für relativ kleine Veranstaltungen zu sperren.

## Rahmen
Der Corso Leopold findet zweimal im Jahr von Samstag Mittag bis Sonntag Abend statt. Die Leopoldstraße wird zum Boulevard, zum Corso. Die Besucher flanieren im öffentlichen Raum, der sonst dem Autoverkehr vorbehalten ist.
Auf dem Südteil des Platzes Münchner Freiheit und an den großen Kreuzungen stehen Bühnen, dazwischen sind beide Straßenseiten mit Ständen und Zelten gesäumt. Neben großen und kleinen kulturellen Angeboten gibt es Infostände gemeinnütziger Initiativen und finden sich Gastronomie und kommerzielle Anbieter.